# Мкртычев, Вячеслав Андроникович
Вячеслав Андроникович Мкртычев (род. 22 февраля 1952, Баку, Азербайджанская ССР) — советский борец греко-римского стиля, тренер, двукратный чемпион СССР (1972, 1978), двукратный призёр чемпионатов Европы (1979, 1980) во втором полусреднем весе. Мастер спорта СССР международного класса (1972). Заслуженный работник физической культуры Российской Федерации (2001). Заслуженный тренер России. Награждён Орденом Почёта (2006) и медалью ордена «За заслуги перед Отечеством» II степени (2010).

## Биография
Вячеслав Мкртычев родился 22 февраля 1952 года в Баку в армянской семье. Начал заниматься греко-римской борьбой в возрасте 14 лет. Тренировался под руководством Эдуарда Каспарова и Александра Колмановского. В 1972 и 1978 годах становился чемпионом СССР. В 1979 году дошёл до финала чемпионата Европы, где проиграл только действующему чемпиону Ференцу Кочишу (Венгрия). На чемпионате мира 1979 года Вячеслав Мкртычев был близок к тому, чтобы взять реванш у венгерского борца. Он вёл в схватке с ним 9:2, однако был снят судьями за «пассивность». После этого Кочиш дошёл до финала и выиграл звание чемпиона мира. Впоследствии тренер сборной СССР Геннадий Сапунов приводил этот случай как наиболее яркий пример несправедливых судейских решений в отношении советских борцов.
В 1980 году Вячеслав Мкртычев становился бронзовым призёром чемпионата Европы. В 1981 году завершил свою спортивную карьеру. В дальнейшем занимался тренерской деятельностью, был старшим тренером ФГУ «Центр спортивной подготовки», а в настоящее время является государственным тренером России по греко-римской борьбе.

## Выступления на чемпионатах СССР
- Чемпионат СССР по классической борьбе 1972 года — ;
- Классическая борьба на летней Спартакиаде народов СССР 1975 года — ;
- Чемпионат СССР по классической борьбе 1978 года — ;
- Чемпионат СССР по классической борьбе 1979 года — ;
- Чемпионат СССР по классической борьбе 1981 года — ;

## Семья
С 2010 года женат на известной оперной певице Марии Гулегиной.